# Xenometra arbora
Xenometra arbora är en plattmaskart. Xenometra arbora ingår i släktet Xenometra och familjen Umagillidae. Inga underarter finns listade i Catalogue of Life.